# Deutschordensschwestern
Die Deutschordensschwestern sind ein inkorporiertes Ordensinstitut des Deutschen Ordens.
Es gab seit dem 13./14. Jahrhundert Schwesternhäuser, diese starben im 16. Jahrhundert als Folge der Reformation aus. Wiederbegründet wurden sie im Jahr 1840 als Schwestern vom Deutschen Haus St. Mariens in Jerusalem. Um 1900 waren im Gebiet von Österreich-Ungarn über 1000 Schwestern tätig, verteilt an 60 Einrichtungen.
Heute finden die Deutschordensschwestern ihre Haupttätigkeit im sozial-caritativen Bereich, vor allem Pflege, Betreuung und Erziehung. Sie sind in Deutschland, Österreich, Italien, Tschechien, Slowenien und der Slowakei ansässig.
Erste deutsche Provinzoberin war Amata Grüner, derzeitige Provinzoberin und Generalassistentin ist Maria-Franziska Meier.
Generalabt  P. Frank Bayard ist seit 2018 Hochmeister im Deutschen Orden zugleich Generalsuperior der Deutschordensschwestern.

## Einrichtungen (Auswahl)
- Provinzialat in Passau, mit Fachakademie für Sozialpädagogik
- Deutschordensschwestern im Alten- und Pflegezentrum St. Elisabeth in Tittling
- Deutschordensschwestern im Caritas-Krankenhaus Bad Mergentheim
- Deutschordensschwestern im Alten- und Pflegeheim St. Michael in Bad Alexandersbad
- Österreichische Schwesternprovinz in Friesach
- Südtiroler Schwesternprovinz in Lanegg
- Tschechisch-Slowakische Schwesternprovinz mit Sitz in Topolcany (Slowakei)
- Slowenische Schwesternprovinz mit Sitz in Ljutumer (Slowenien)